# Ленінський сільський округ (Федоровський район)
Ле́нінський сільський округ (каз. Ленин ауылдық округі, рос. Ленинский сельский округ) — адміністративна одиниця у складі Федоровського району Костанайської області Казахстану. Адміністративний центр — село Леніно.
Населення — 1262 особи (2021; 1448 у 2009, 2137 у 1999, 2460 у 1989).
Станом на 1989 рік існувала Ленінська сільська рада (села Байкаїн, Жанакой, Заозерне, Леніно, Нове). Село Нове було ліквідоване 2006 року.

## Склад
До складу округу входять такі населені пункти:
| Населений пункт | Старі назви | Населення, осіб (1989) | Населення, осіб (1999) | Населення, осіб (2009) | Населення, осіб (2021) |
| --------------- | ----------- | ---------------------- | ---------------------- | ---------------------- | ---------------------- |
| Байкаїн, село   | -           | 309                    | 227                    | 72                     | 21                     |
| Жанакой, село   | -           | 293                    | 267                    | 214                    | 192                    |
| Заозерне, село  | -           | 537                    | 443                    | 411                    | 259                    |
| Леніно, село    | -           | 1083                   | 864                    | 751                    | 790                    |
| Нове, село      | -           | 238                    | 168                    | -                      | -                      |